# Дитцель, Андрей Сергеевич
Андрей Сергеевич Дитцель (род. 14 февраля 1977, Новосибирск) — русский прозаик, поэт, журналист. Активист ЛГБТ-движения.

## Биография
Родился в Новосибирске 14 февраля 1977 года. Выпускник Сибирской академии государственной службы по специальности Связи с общественностью, лиценциат гуманитарного факультета Гамбургского университета.
Осенью 2001 года заключил со своим партнером в Германии гражданское партнерство. Первая в истории регистрация однополого союза двух российских граждан вызвала дискуссию в электронных и печатных СМИ.
С 2002 года живёт и работает в Германии. Известен как один из организаторов русскоязычной колонны на гей-параде в Берлине. Член немецкого Союза журналистов BDFJ.
Неоднократно входил в шорт-листы литературного конкурса имени Н. С. Гумилёва «Заблудившийся трамвай», проекта «Эшколь: актуальная израильская и еврейская культура в России» и других конкурсов. Победитель (2010) русскоязычного поэтического слэма в Берлине, международного поэтического конкурса «Эмигрантская лира 2014\2015».
В мае 2013 в городском центре изобразительных искусств Новосибирска в рамках российско-итальянской музейной ночи открылась фотовыставка Дитцеля «Вода Земля».

## Критика
По мнению поэта Алексея Цветкова,

Одни поэты стоят на страже замшелых святынь, другие их всерьёз ниспровергают. И те, и другие привычно смотрят на мир одним глазом, правым или левым. Для обеих категорий это храм, одни воскуряют, другие сокрушают. Андрей Дитцель в этом мире дома, он восхищается без низкопоклонства и игнорирует табу без ярости. Путь его героя-автора пролёг в Европу, но не затем, чтобы подозрительно лорнировать её, подобно палеологическому эмигранту, обличать или обучать кириллице, а для жизни и любви. Он пишет стихи для взрослых, а не священные скрижали старцев или подрывные манифесты подростков. Взрослых всегда большинство, и эти стихи — для ниx.

## Книги
- Пристань. Стихотворения — СПб.:Геликон Плюс, 2001.
- Пальцы. Стихи. — Новосибирск: Артель «Напрасный труд», 2003.
- Г.Власов, А.Дитцель, К.Щербино, Е.Жумагулов. Московская кухня: Сборник стихотворений. Предисловие: С. Арутюнов. Послесловие: Д. Исакжанов. — СПб: Геликон, 2005.
- SLAVISTIKA: Стихи, дневники, рассказы. — СПб.: Артель «Напрасный труд», 2007
- Кентавр vs Сатир. — Тверь: KOLONNA Publications, 2009.
- Вода Земля. Сборник стихов. — Новосибирск: «Левый берег», 2013.

## Семья
Растит вместе с лесбийской парой двоих детей.